# تيمورنامه
تيمور نامه (كتاب تيمور) أو ظفر نامه (كتاب النصر) هي قصيدة كتبها الشاعر الفارسي هاتيفي عن حياة الفاتح التركي المغولي تيمور (1336-1405). أُلفَت بين عامي 1492 و1498 وتُعتبر في كثير من الأحيان العمل الأكثر أهمية الذي كتبه هاتيفي.
تيمورنامه هو الجزء الرابع من ديوان الخمسة للشاعر هاتيفي، وهو عبارة عن خمس قصائد فارسية طويلة، وقد نُشرت في الهند في عامي 1869 و1958.

## المؤلف
كتاب تيمورنامه من تأليف الشاعر الفارسي هاتفي (ق. 1454)، وهو ابن أخ الجامي، الذي كان بدوره باحثًا غزير الإنتاج وكاتبًا في الأدب الصوفي. وُلِد هاتفي في خارجرد [الإنجليزية]، التي تقع في مقاطعة خراسان رضوي الحالية في إيران، وخلال حياة المؤلف كانت جزءًا من الإمبراطورية التيمورية المتدهورة (1370-1507) وإيران الصفوية لاحقًا (1501-1736).
خدم هاتفي في مرقد الصوفي قاسم أنور.

## التاريخ
في تقليد المخمسات لنظامي وأمير خسرو، كان هاتفي يطمح أيضًا إلى كتابة المخمسات. تروي قصائد نظامي وأمير خسرو الرابعة قصة رومانسية الإسكندر ، وهي قصة عن حياة الإسكندر الأكبر ومآثره. استبدل هاتفي هذه الرواية عن حياة الإسكندر بملحمة عن تيمور. يزعم الباحث كارليس ميلفيل [الإنجليزية] أن هاتفي بذلك "حدد ضمنًا تيمور كإسكندر آخر". ومع ذلك، لم يقتبس هاتفي عمله من نظامي أو أمير خسرو، بل من شاهنامه الفردوسي.
كُتبَت تيمور نامه بين عامي 1492 و1498. وكان المصدر الرئيس للمعلومات التي حصل عليها هاتفي عن حياة تيمور هو كتاب ظفرنامه لشرف الدين علي اليزدي (تُوفي 1454). كتب قصيدته لبلاط بديع الزمان ميرزا.
يُشير عدد المخطوطات التي حُفظَت من كتاب تيمور نامه إلى أن العمل كان يحظى بتقدير كبير. تشير الموسوعة الإيرانية إلى أنها "بالتأكيد أشهر قصائد هاتفي".

## المحتوى
لا يمكن اعتبار محتوى القصيدة بمثابة سرد تاريخي لحياة تيمور. يزعم الباحث برنارديني أن هذا "جهد أدبي لإضفاء هالة من التفوق الإنساني على الحقائق التاريخية التافهة".

## المخطوطات والمنشورات

### المخطوطات
لقد نجت العديد من مخطوطات تيمور نامه؛ حيث أدرج برنارديني 141 مخطوطة من القصيدة في قائمته المؤقتة. ومن أبرزها ما يلي:
- Ms Persan 357 in the Bibliothèque Nationale de France by Sulṭān-ʿAlī al-Qāʾinī al-Sultānī.[10] The manuscript has been digitized.[11]
- Ms Barb.or.104 in the Vatican Apostolic Library by Mu˙sin b. Lu†fullàh Ma'àd Óusaynì Sabzavàrì.[12] The manuscript has been digitized.[13]
- Object 2014.392 in the Harvard Art Museums by Mahmud ibn Ishaq Siyavushani.[14] The 1520 manuscript has been digitized.[15]

### المنشورات
نُشر كتاب تيمور نامه في عامي 1869 و1958 في الهند. ومع ذلك، لم تُنتَج أي طبعة نقدية للنص. عام 1958 تعتمد هذه الطبعة على "مخطوطتين متوفرتين في مكتبة المخطوطات الشرقية الحكومية ، في مدراس" 
- Hatifi، Abdullah (1869). Ẓafar-nāma-ye Hātefi. Lucknow.{{استشهاد بكتاب}}:  صيانة الاستشهاد: مكان بدون ناشر (link)
- Hatifi، Abdullah (1958). Yuša، A. S. (المحرر). Timur Nama. Madras University Islamic Series. University of Madras. ج. 19.

## طالع أيضًا
- ظفرنامه
- ديوان خمسة لنظامي

### الاستشهادات
1. 1 2  Melville 2021، صفحات 1125-1126.
2. 1 2 3 4  Melville 2021، صفحة 1123.
3. 1 2 3 4  Melville 2021، صفحة 1124.
4. ↑  Bernardini 2003a، صفحة 4.
5. ↑  Bernardini 2003a، صفحة 3.
6. ↑  Melville 2018، صفحات 56–57.
7. 1 2  Bernardini 2003a، صفحة 8.
8. ↑  Bernardini 2003a، صفحة 7.
9. 1 2  Bernardini 2003.
10. 1 2  Bernardini 2003a، صفحات 10–17.
11. ↑  "Persan 357". المكتبة الوطنية الفرنسية. مؤرشف من الأصل في 2024-07-26. اطلع عليه بتاريخ 2024-07-22.
12. ↑  Bernardini 2003a، صفحة 6.
13. ↑  "Barb.or.104". Vatican Apostolic Library. مؤرشف من الأصل في 2024-07-21. اطلع عليه بتاريخ 2024-07-22.
14. ↑  Melville 2021، صفحات 1128-1129.
15. ↑  "2014.392: Illustrated Manuscript of the Zafarnama (Book of Conquest) by Hatifi; with lacquer binding". متاحف هارفارد الفنية. مؤرشف من الأصل في 2024-07-26. اطلع عليه بتاريخ 2024-07-22.
16. ↑  Melville 2018، صفحات 57-58.